# Капоччи, Филиппо
Филиппо Капоччи (итал. Filippo Capocci; 11 мая 1840, Рим — 25 июля 1911, Рим) — итальянский органист и композитор. Сын и ученик Гаэтано Капоччи.

## Биография
Учился в папской семинарии, затем также изучал игру на фортепиано под руководством Энрико Габриэлли. В 1860-е гг. органист римской церкви Санта-Мария-ди-Монсеррато. В 1863 году привлёк к себе внимание кантатой «Святой Антоний и Святой Людовик Французский при осаде Дамьетты в Египте» (итал. S.Antonio e S.Luigi re di Francia all'assedio di Damiata in Egitto), исполненной в церкви Санта-Мария-ин-Валичелла. Некоторое время был также органистом в церкви Сант-Иньяцио. В 1875 г. назначен органистом Латеранской базилики, а в 1898 г. сменил своего отца в должности её музыкального руководителя и хормейстера. Принимал участие в инаугурации новых органов в соборах Сан-Луиджи-деи-Франчези в Риме (1881) и Санта-Мария-Иммаколата в Генуе (1898). Преподавал игру на органе королеве Маргарите Савойской, посвятив ей сборник учебных этюдов (итал. Piccoli studi per organo). В 1893 г. удостоен папского Ордена Святого Григория Великого.
Филиппо Капоччи был сторонником возвращения церковной музыки к её аскетическим корням, приверженцем цецилианского движения. В 1901 г. он вошёл в состав папской комиссии по реформе церковной музыки, а в 1904 г. — в обновлённый состав комиссии, призванный наблюдать за проведением в жизнь распоряжений папы Пия X в этой области. Творческая близость и дружеские отношения связывали Капоччи с Александром Гильманом.
Композиторское наследие Капоччи включает пять сонат для органа, 12 сборников небольших органных пьес, различные хоровые сочинения.